# Kentucky Rain
«Kentucky Rain» (en español lit. Lluvia de Kentucky) es una canción de l1970 escrita por Eddie Rabbitt y Dick Heard popularizada por Elvis Presley quien la grabó en American Sound Studio a fines del año 1969 y cuya sesión de grabación fue editada por el pianista Ronnie Milsap. Otros músicos en la sesión fueron Bobby Wood en  el piano, Bobby Emmons en órgano, Reggie Young en guitarra, Tommy Cogbill en el bajo y Gene Chrisman en la batería. La canción y la grabación fueron producidas por Felton Jarvis (RCA-Victor) y Chips Moman (American Sound Studio de Memphis). El sencillo fue certificado Oro por la RIAA, con ventas de más de 1 millón de copias.

## Historia
La canción grabada por Elvis Presley alcanzó el puesto # 16 del Billboard Pop Singles chart. Lanzada al año siguiente como simple el 29 de enero de 1970 con el tema "My little friend" en la cara B, "Lluvia de Kentucky" fue uno de los primeros éxitos de Elvis en la década de los 70. En agosto de ese mismo año la canción pasó a formar parte de un álbum compilatorio Worldwide 50 Gold Award Hits Vol. 1 (LPM-6401). También formó parte de la reedición del año 2000 From Elvis in memphis y Elvis with the Royal Philharmonic Orchestra: The Wonder of You (2016). Versiones en vivo de esta canción forman parte de los álbumes Elvis Aron Presley y Elvis live in Las Vegas. 
La canción cuenta la historia de un ansioso amante que camina a través de la "fría lluvia de Kentucky" en busca de un mor perdido. Fue certificada en formato oro por la RIAA en 1992 durante la entrega masiva de 110 discos de oro por parte de la RIAA a Elvis Presley.

## Participación en las listas de éxitos musicales
| Listas (1970)                          | Posición más alta |
| -------------------------------------- | ----------------- |
| Australian Go-Set Singles              | 7                 |
| Canadian RPM Top Singles               | 10                |
| Canadian RPM Adult Contemporary Tracks | 4                 |
| Canadian RPM Country Tracks            | 1                 |
| Irlanda (IRMA)                         | 14                |
| UK Singles Chart                       | 21                |
| U.S. Billboard Hot 100                 | 16                |
| U.S. Billboard Easy Listening          | 3                 |
| U.S. Billboard Hot Country Singles     | 31                |